# Liste der Biografien/Rosb
Liste der Biografien |
Portal Biografien |
Personensuche
# |
A |
B |
C |
D |
E |
F |
G |
H |
I |
J |
K |
L |
M |
N |
O |
P |
Q |
R |
S |
T |
U |
V |
W |
X |
Y |
Z |
?
 
Ra |
Rb |
Rd |
Re |
Rh |
Ri |
Rj |
Rk |
Rl |
Rm |
Rn |
Ro |
Rr |
Rs |
Rt |
Ru |
Rv |
Rw |
Rx |
Ry |
Rz
 
Roa |
Rob |
Roc |
Rod |
Roe |
Rof |
Rog |
Roh |
Roi |
Roj |
Rok |
Rol |
Rom |
Ron |
Roo |
Rop |
Roq |
Ror |
Ros |
Rot |
Rou |
Rov |
Row |
Rox |
Roy |
Roz 
 
Rosa |
Rosb |
Rosc |
Rosd |
Rose |
Rosh |
Rosi |
Rosj |
Rosk |
Rosl |
Rosm |
Rosn |
Roso |
Rosp |
Rosq |
Ross |
Rost |
Rosu |
Rosv |
Rosw |
Rosy |
Rosz 
Die Liste der Biografien führt alle Personen auf, die in der deutschsprachigen Wikipedia einen Artikel haben. Dieses ist eine Teilliste mit 14 Einträgen von Personen, deren Namen mit den Buchstaben „Rosb“ beginnt.

## Rosb

### Rosba
- Rosbach, Anna (* 1947), dänische Politikerin, MdEP
- Rosbach, Frederik (1940–2002), grönländischer Politiker
- Rosbach, Heinrich (1814–1879), deutscher Arzt, Botaniker und Zeichner
- Rosbach, Jørgen (* 1985), grönländischer Politiker (Demokraatit)
- Rosbach, Marc Fussing (* 1995), grönländischer Filmschaffender
- Rosbach, Matthias (1784–1859), preußischer Landrat
- Rosbash, Michael (* 1944), US-amerikanischer Molekular- und Chronobiologe
- Rosbaud, Hans (1895–1962), österreichischer Dirigent, Komponist und Pianist
- Rosbaud, Paul (1896–1963), österreichischer, während des Zweiten Weltkriegs Agent für den britischen Geheimdienst
- Rosbaud, Renate (* 1971), österreichische Fernsehmoderatorin

### Rosbe
- Rosberg, Karl-Wilhelm (* 1942), deutscher Flottillenadmiral der Deutschen Marine, Ingenieur und Autor
- Rosberg, Keke (* 1948), finnischer Unternehmer und TV-Kommentator sowie ehemaliger Automobilrennfahrer
- Rosberg, Nico (* 1985), deutsch-finnischer AutomobilrennfahrerNico Rosberg (* 1985)

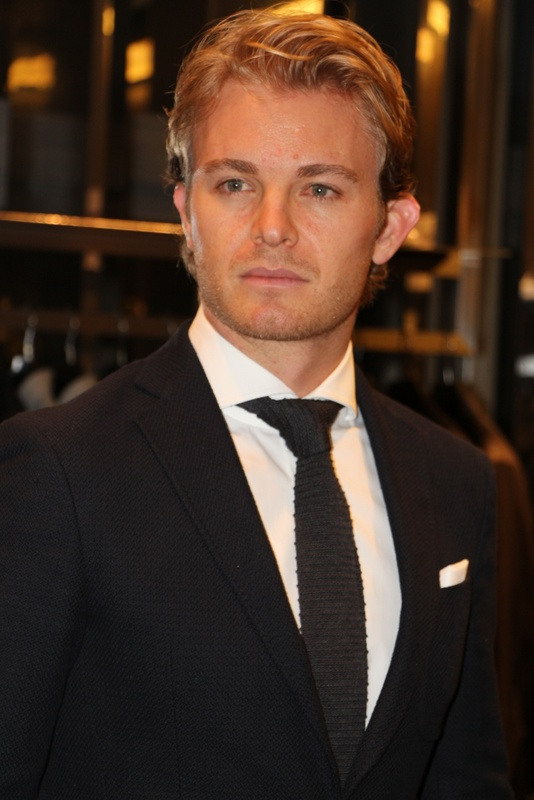
Nico Rosberg (* 1985)

### Rosbi
- Rosbigalle, Georg (1926–2012), deutscher Fußballspieler